# Smörräntejord
Smörräntejord är den mark som inte berörs av byggnadsplan, exempelvis en ö med bebyggelse på en mindre del som då har en byggnadsplan. Övrig mark på ön delas upp på stamfastigheterna vid lantmäteriförrättningen. Detta är smörräntejord. Delarna som stamfastigheterna erhåller är ej specifikt utmärkta på karta eller liknande, utan skrivs in i fastighetsregistret som marker smörräntejord. Ofta i formen 2 132/144-delar.
Nuförtiden omräknas delarna till procent i det byalag eller samfällighetsförening som förestår all smörräntejord. För att utnyttja mark som tillhör sådan förening tas kontakt med denna genom skrivelse. Inkomster och utgifter fördelas enligt andelarna eller som årsmötet bestämt.